# Tahití (película)
Tahití es un cortometraje documental uruguayo de 1989, dirigido por Pablo Dotta.

## Premios
- 1989: Premio Coral a la mejor música original en el Festival Internacional del Nuevo Cine Latinoamericano de La Habana.
- 1990: gran premio Carabela de Oro en el Certamen Nacional de Cine y Video del SODRE y la Agencia Española de Cooperación Internacional (Uruguay).
- 1990: premio a la mejor ficción en el Festival Fotóptica Internacional de San Pablo.
- 1990: premio especial del jurado en la Manifestación Internacional de Video y TV de Montbéliard (Francia).
- 1991: premio a la mejor película en el Espacio Uruguay del Festival Cinematográfico Internacional del Uruguay.[2]